# Boyd megye (Kentucky)
Boyd megye az Amerikai Egyesült Államokban, azon belül Kentucky államban található. Megyeszékhelye Catlettsburg, legnagyobb városa Ashland. Lakosainak száma 48 261 fő (2020. április 1.). Boyd megye Lawrence, Greenup, Carter, Lawrence és Wayne megyékkel határos.

## Népesség
A megye népességének változása:
| Lakosok száma | 49 682 | 49 440 | 49 198 | 48 886 | 48 325 | 48 261 |
|               | 2010   | 2011   | 2012   | 2013   | 2015   | 2020   |